# Jardins du Túria
 (avril 2025).
Si vous disposez d'ouvrages ou d'articles de référence ou si vous connaissez des sites web de qualité traitant du thème abordé ici, merci de compléter l'article en donnant les références utiles à sa vérifiabilité et en les liant à la section « Notes et références ».
Les Jardins du Turia (Jardín del Turia en espagnol, Jardí del Túria en valencien) sont un parc public de 110 hectares situé à Valence, en Espagne. Inaugurés en 1986, ils sont aménagés dans l'ancien lit du Turia, le fleuve qui traversait la ville avant 1957, date de la grande inondation de Valence qui entraîna son détournement au sud de l'agglomération. Les jardins traversent ainsi toute la ville d'ouest en est. Ils sont l'un des plus visités de la ville et d'Espagne notamment grâce à la diversité des activités proposées. On peut y pratiquer un certain nombre de sports sur les différents terrains qui le composent, s'y promener ou encore visiter la Cité des arts et des sciences, symbole récent de la ville.

## Histoire

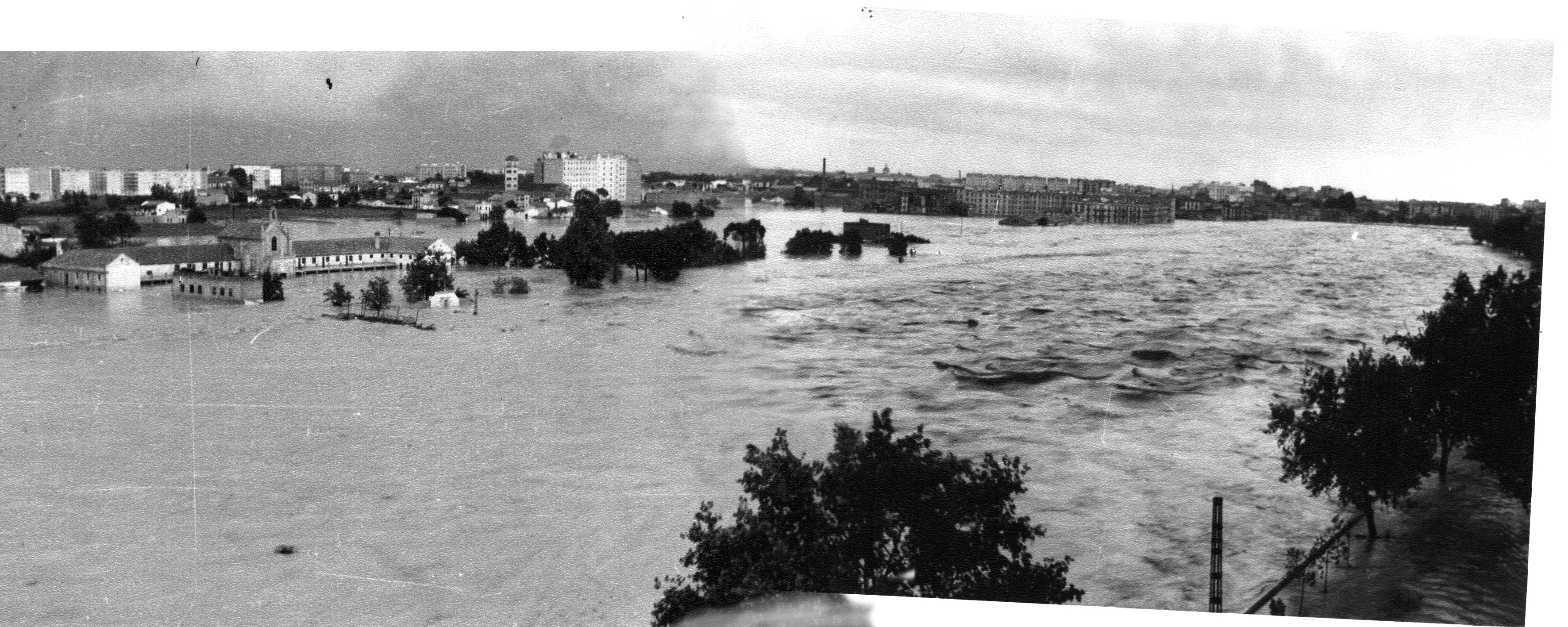
Crue du 15 octobre 1957, vue depuis le Patronato, actuellement Nuevo Centro (nouveau centre).

Le 13 et 14 octobre 1957, de violentes intempéries touchent la région de Valence, provoquant le débordement du fleuve Turia, principal cours d'eau de Valence et de sa communauté. Une grande partie de la ville est inondée de manière catastrophique : l'eau emporte bicyclettes, bancs, arbres... mais surtout, l'inondation entraîne la mort d'environ 80 personnes selon les estimations des autorités espagnoles.
La municipalité valencienne décide alors de détourner le fleuve au sud de l'agglomération afin que de futures crues de cette ampleur ne puissent ravager le centre-ville : c'est le plan Sud (plan Sur en espagnol). Le Turia est alors asséché au centre-ville et un nouveau lit artificiel lui est donné au sud de Valence. Le gouvernement espagnol et la mairie de Valence pensaient alors convertir l'ancien lit en autoroute. Mais un mouvement civil clama Queremos un rio verde (soit en français : nous voulons un fleuve vert). L'ancien lit du Turia devint peu à peu un espace vert.
Au milieu des années 1980, la municipalité organisa la création d'un parc public : Ricardo Bofill dessina le tronçon du jardin dans la zone noble de la ville, avec des orangers et des palmiers, la zone proche du palais de la musique. L'équipe "Vetges Tú - Mediterrania" entreprit la réalisation du tronçon depuis la Maison de l'Eau jusqu'au nouveau centre[Où ?], avec des installations sportives ainsi que des fontaines. Le conseil de l'agriculture s'occupa du tronçon depuis le "Bosque Urbano" entre le nouveau centre et la zone sportive de Serranos, en plantant 1 000 pins. Les Jardins du Turia sont inaugurés en 1986.

## Monuments et lieux touristiques
Les Jardins du Turia, le plus vaste parc urbain public d'Espagne, proposent une multitude d'activités et monuments qui le rendent très attractif :
- La Cité des arts et des sciences (1998-2009) à l'extrémité est des jardins composée de l'Opéra de Valence, de l'Oceanogràfic, l'Agora de Valence, l'Hemisfèric, l'Umbracle et le Musée des sciences Príncipe Felipe.
- De nombreux terrains de sports où l'on peut jouer notamment au football.
- Une longue promenade sous les nombreux ponts enjambant l'ancien Turia.
- La maison de l'eau
- Des fontaines
- une multitude d'arbres (pins, palmiers, orangers…)
- Le Parc Gulliver
- Le Palais de la musique
- Le parc de Cabecera
- Le Bioparc Valencia, un parc zoologique (depuis 2008).
- Un parcours santé